# 安格隆纳
安格隆纳（英語：Angerona）。古罗马神话女性神祇之一。其职司范围与作用众说纷纭，尚未定论。现已发现属于其的崇拜祭坛遗址。其形象亦反映相关艺术作品中，具有重大地宗教影响与历史意义。